# Евролига
Евролигата, известна като Евролига на Турските авиолинии по спонсорски причини, е европейското професионално баскетболно клубно състезание от първо ниво, организирано от Евролига Баскетбол от 2000 г.
Въведено през 2000 г., състезанието замени ФИБА ЕвроЛига (която преди това беше наричана ФИБА Европейска Шампионска Купа или просто Европейска купа), която се управляваше от ФИБА от 1958 г. Купата на европейските шампиони на ФИБА и Евролигата се считат за същата конкуренция, като промяната на името е просто ребрандиране.
Евролигата е една от най-популярните спортни лиги на закрито в света, със средна посещаемост от 8 780 за мачовете на лигата през сезон 2017 – 18. Това беше петата най-висока позиция в която и да е професионална спортна лига на закрито в света (най-високата извън Съединените щати) и втората най-висока в която и да е професионална баскетболна лига в света, само след Националната баскетболна асоциация (НБА).
Титлата в Евролигата е спечелена от 21 различни клуба, 13 от които са печелили титлата повече от веднъж. Най-успешният клуб в състезанието е Реал Мадрид, с десет титли. Настоящите шампиони са ЦСКА Москва, който победи Анадолу Ефес на финала през 2019 г., спечелвайки осмата титла на клуба.

## История

### Купа на европейските шампиони (1957 – 2000)
Турнирът е учреден през 1957 г. като купа на европейските шампиони. Първият победител е СКА Рига, които побеждават на финала българският Лукойл Академик. В следващите 2 издания на турнира отново победител е СКА Рига. До 1963 г. е печелен само от съветски отбори. Хегемонията на СССР е прекъсната от Реал Мадрид, които побеждават Спартак Бърно на финала. В следващите 5 сезона „кралският клуб“ печели трофея 4 пъти. 
През 1969 г. в Барселона Реал отстъпват във финалния мач на ПБК ЦСКА (Москва). На следващия сезон шампион е Варезе. В 1971 г. ЦСКА Москва си връща титлата, като побеждава италианците на финала. През 1972 и 1973 г. шампион отново е Варезе. Година по-късно в Нант Реал Мадрид побеждава Варезе на финала и отново е шампион след 6-годишно прекъсване. През следващите 2 сезона финалните мачове са между тези 2 отбора и завършват с победа за Варезе. От 1977 до 1979 г. италианският тим играе 3 поредни финала, но губи и в трите. Шампиони са Макаби Тел Авив, Реал Мадрид и Босна Сараево. 
През 1980 г. титлата става притежание отново на Реал Мадрид. На следващата година Макаби завоюва втората си титла в турнира, печелейки с 1 точка преднина срещу Виртус Болоня. В следващите 3 сезона шампиони са италиански отбори – Виртус Болоня (1) и на 2 пъти Канту. През 1985 и 1986 г. шампион е Цибона Загреб. Следват две титли на Армани Джийнс Милано. От 1989 до 1991 г.шампион е БК Сплит. През 1992 г. Партизан взима трофея. Година по-късно шампион става френският Лимож. През 1994 и 1995 г.Олимпиакос играе на финал 2 пъти, но губи и в двата, но печелят турнира през 1997 г. Година по-рано градският им съперник Панатинайкос става първият гръцки тим, вдигал трофея. През 1998 г. Виртус Болоня печелят на финала срещу АЕК. През следващата година Виртус отново достига финал, но губи от Панатинайкос. Последният победител в купата на европейските шампиони е Панатинайкос.

### Евролига и Супролига (2001)
През 2001 г. федерациите ФИБА и УЛЕБ се скарват за правата върху турнира. Учредени са 2 нови турнира – Евролига (под егидата на УЛЕБ) и Супролига (под егидата на ФИБА). Виртус Болоня печели Евролигата, а първото и единствено издание на Супролигата е с победител Макаби Тел Авив.

### Евролига на УЛЕБ (След 2002 г.)
През 2002 г. повечето отбори бойкотират Супролигата и участват в Евролигата. Виртус Болоня играе финал в собствената си зала, но Панатинайкос ги побеждава с 93:89. През 2003 г. Барселона печели срещу БК Бенетон. На следващата година Макаби Тел Авив прегазва Фортитудо със 118:74. Макаби защитата титлата си през следващия сезон, като от мнозина тимът, воден от Дейвид Блат е смятан за един от най-силните в историята на турнира.
През 2006 г. обаче израелският тим е победен от ПБК ЦСКА (Москва). През 2007 г. Панатинайкос печели на собствена земя срещу „московските армейци“. ЦСКА става отново шампион през 2007/2008, побеждавайки Макаби. Година по-късно ЦСКА отново губи от Панатинайкос със 73:71. През сезон 2009/2010 шампион е Барселона.
От 2010 г. спонсор на Евролигата са Турските авиолинии. През 2010/11 шампион отново е Панатинайкос, побеждавайки Макаби ТА на финала. В началото на 10-те години две поредни титли взима Олимпиакос. Макаби печели една титла през 2013/14, а Реал Мадрид и ЦСКА Москва триумфират в състезанието два пъти през това десетилетие. Реал печели през 2015 и 2018 г., а ЦСКА Москва – през 2016 и 2019 г.
От 2016/17 регламентът е променен, като груповият етап и елиминациите са премахнати и по подобие на НБА е въведен редовен сезон, в който се играе всеки срещу всеки. От 2015 г. Евролигата суспендира участието на играчи в националните отбори по време на сезона, поради което между Евролигата и ФИБА нараства скандал. В резултат на това ФИБА създава алтернативни турнири – Шампионска лига на ФИБА и Купа на ФИБА Европа.
От 2019 г. Евролигата обявява, че тимовете няма да се класират в турнира чрез първенствата – отборите получава лиценз за турнира, а част от тях са асоциирани клубове, чието място за следващите сезони не е сигурно.

## Наименования

### Ера наФИБА:
- Купа на Европейските Шампиони на ФИБА: (1958 – 1991)
- Европейска Лига на ФИБА („ЕвроЛига на ФИБА“): (1991 – 1996)
- ФИБА ЕвроЛига: (1996 – 2000)
- ФИБА СупроЛига: (2000 – 2001)

### Ера наЕвролига:
- Евролига: (2000 – 2016)
- ЕвроЛига: (2016 г. – )

## Регламент
В надпреварата до сезон 2016/17 стартират 38 отбора. 16 от тях играят квалификация за 2 места в груповата фаза. Групите са 4 от по 6 отбора, като се играе всеки срещу всеки на разменено гостуване. През сезон 2016/17 е въведен редовен сезон с 16 тима, които през 2019/20 се увеличават на 18. След това се играят плейофи, в които първият с 3 победи се класира за Final four. В тази финална фаза се играят полуфиналите и финалът в града-домакин.

### Настоящи клубове
Това са отборите, които участват в Евролигата през сезон 2022/23.
| №  | Отбор           | Град            | Стадион                                | Капацитет |
| -- | --------------- | --------------- | -------------------------------------- | --------- |
| 1  | Алба Берлин     | Берлин          | Мерцедес Бенц Арена                    | 14 500    |
| 2  | Анадолу Ефес    | Истанбул        | Синан Ердем Доме                       | 16 000    |
| 3  | Байерн Мюнхен   | Мюнхен          | Ауди Доме                              | 6700      |
| 4  | Барселона       | Барселона       | Палау Блауграна                        | 7585      |
| 5  | Баскония        | Витория-Гастейс | Фернандо Буеса Арена                   | 15 504    |
| 6  | Валенсия        | Валенсия        | Ла Фонтела                             | 9000      |
| 7  | Жалгирис Каунас | Каунас          | Жалгирис Арена                         | 15 415    |
| 8  | Олимпия Милано  | Милано          | Медиоланум Форум                       | 12 700    |
| 9  | АСВЕЛ Баскет    | Вилюрбан        | Астробал                               | 5556      |
| 10 | Макаби Тел Авив | Тел Авив        | Менора Миттачим Арена                  | 10 383    |
| 11 | Олимпиакос      | Пирея           | Стадион на мира и приятелството        | 11 640    |
| 12 | Партизан        | Белград         | Щарк Арена                             | 18 386    |
| 13 | Панатинайкос    | Маруси          | О.А.К.А                                | 18 989    |
| 14 | Реал Мадрид     | Мадрид          | УиЗинк Сентър                          | 15 000    |
| 15 | Фенербахче      | Истанбул        | Спортна зала Юлкер                     | 13 059    |
| 16 | Виртус Болоня   | Болоня          | Сегафредо Арена                        | 9980      |
| 17 | Монако          | Монако          | Зала Гастон Медесин                    | 4600      |
| 18 | Цървена Звезда  | Белград         | (Щарк Арена) (Зала Александър Николич) | 18 386    |
| 18 | Цървена Звезда  | Белград         | (Щарк Арена) (Зала Александър Николич) | 8000      |

## Шампиони по клубове
| Ранг | Клуб              | Шампион | Финалист | Шампион по години                                          |
| ---- | ----------------- | ------- | -------- | ---------------------------------------------------------- |
| 1    | Реал Мадрид       | 11      | 9        | 1964, 1965, 1967, 1968, 1974, 1978, 1980, 1995, 2015, 2018 |
| 2    | ЦСКА Москва       | 8       | 6        | 1961, 1963, 1969, 1971, 2006, 2008, 2016, 2019             |
| 3    | Макаби Тел Авив   | 6       | 9        | 1977, 1981, 2001*, 2004, 2005, 2014                        |
| 4    | Панатинайкос      | 6       | 1        | 1996, 2000, 2002, 2007, 2009, 2011                         |
| 5    | Варезе            | 5       | 5        | 1970, 1972, 1973, 1975, 1976                               |
| 6    | Олимпиакос        | 3       | 6        | 1997, 2012, 2013                                           |
| 7    | Олимпия Милано    | 3       | 2        | 1966, 1987, 1988                                           |
| 8    | Ригас АСК         | 3       | 1        | 1958, 1959, 1960                                           |
| –    | Сплит             | 3       | 1        | 1989, 1990, 1991                                           |
| 10   | Барселона         | 2       | 6        | 2003, 2010                                                 |
| 11   | Виртус Болоня     | 2       | 3        | 1998, 2001                                                 |
| –    | Анадолу Ефес      | 2       | 1        | 2021, 2022                                                 |
| 12   | БК Канту          | 2       | –        | 1982, 1983                                                 |
| –    | Цибона            | 2       | –        | 1985, 1986                                                 |
| 14   | Фенербахче        | 2       | 2        | 2017, 2025                                                 |
| 15   | Динамо Тбилиси    | 1       | 1        | 1962                                                       |
| –    | Ховентуд Бадалона | 1       | 1        | 1994                                                       |
| –    | Жалгирис          | 1       | 1        | 1999                                                       |
| 18   | Босна             | 1       | –        | 1979                                                       |
| –    | Виртус Рома       | 1       | –        | 1984                                                       |
| –    | Партизан          | 1       | –        | 1992                                                       |
| –    | Лимогес ЦСП       | 1       | –        | 1993                                                       |
| 22   | Академик          | –       | 2        | –                                                          |
| –    | Бърно             | –       | 2        | –                                                          |
| –    | Тревизо           | –       | 2        | –                                                          |
| –    | Саски Баскония    | –       | 2        | –                                                          |
| 26   | УСК Прага         | –       | 1        | –                                                          |
| –    | АЕК               | –       | 1        | –                                                          |
| –    | Фортитудо Болоня  | –       | 1        | –                                                          |

### Шампиони по нация
| Ранг | Държава       | Клуб                 | Победител | Финалист |
| ---- | ------------- | -------------------- | --------- | -------- |
| 1.   | Испания       | Реал Мадрид          | 10        | 8        |
| 1.   | Испания       | Барселона            | 2         | 5        |
| 1.   | Испания       | Ховентут Бадалона    | 1         | 1        |
| 1.   | Испания       | Баскония             | –         | 2        |
| 1.   | Испания       | 4 clubs              | 13        | 16       |
| 2.   | Италия        |                      |           |          |
| 2.   | Италия        | Палаканестро Варезе  | 5         | 5        |
| 2.   | Италия        | Олимпия Милано       | 3         | 2        |
| 2.   | Италия        | Виртус Болоня        | 2         | 3        |
| 2.   | Италия        | БК Канту             | 2         | –        |
| 2.   | Италия        | Виртус Рома          | 1         | –        |
| 2.   | Италия        | Палаканестро Тревизо | –         | 2        |
| 2.   | Италия        | Фортитудо Болоня     | –         | 1        |
| 2.   | Италия        | 7 clubs              | 13        | 13       |
| 3.   | Гърция        | Панатинайкос         | 6         | 1        |
| 3.   | Гърция        | Олимпиакос           | 3         | 5        |
| 3.   | Гърция        | АЕК                  | –         | 1        |
| 3.   | Гърция        | 3 clubs              | 9         | 7        |
| 4.   | Съветски съюз | ЦСКА Москва          | 4         | 3        |
| 4.   | Съветски съюз | Ригас АСК            | 3         | 1        |
| 4.   | Съветски съюз | Динамо Тбилиси       | 1         | 1        |
| 4.   | Съветски съюз | Жалгирис             | –         | 1        |
| 4.   | Съветски съюз | 4 clubs              | 8         | 6        |
| 5.   | Югославия     | КК Сплит             | 3         | 1        |
| 5.   | Югославия     | Цибона               | 2         | –        |
| 5.   | Югославия     | Босна                | 1         | –        |
| 5.   | Югославия     | Партизан             | 1         | –        |
| 5.   | Югославия     | 4 clubs              | 7         | 1        |
| 6.   | Израел        | Макаби Тел Авив      | 6         | 9        |
| 7.   | Русия         | ЦСКА Москва          | 4         | 3        |
| 8.   | Турция        | Фенербахче           | 1         | 2        |
| 8.   | Турция        | Анадолу Ефес         | 2         | 1        |
| 8.   | Турция        | 2 clubs              | 3         | 3        |
| 9.   | Франция       | Лимогес ЦСП          | 1         | –        |
| –    | Литва         | Жалгирис             | 1         | –        |
| 11.  | Чехословакия  | Бърно                | –         | 2        |
| 11.  | Чехословакия  | УСК Прага            | –         | 1        |
| 11.  | Чехословакия  | 2 clubs              | 0         | 3        |
| 12.  | България      | Академик             | –         | 2        |

## Спонсори
Спонсор на Купата
- Турски авиолинии

Премиум партньори
- 7DAYS
- Adidas
- Tempobet (само в Германия)
- Fonbet (само в Русия)
- Nesine (само в Турция)
- bwin (само в Гърция и Испания)

Глобални партньори
- VODA VODA
- viagogo
- Detur
- Upper Deck
- DraftKings
- Kyocera
- VTB Arena Park
- VTB
- AX Armani Exchange
- Intersport
- Spalding
- Tadim

Регионални партньори
- Odeabank (само в Турция)
- Head & Shoulders (само в Турция)
- SEK (само в Турция)
- Oscar Mayer (само в Испания)
- Endesa (само в Испания)
- youwin.tv

Глобални партньори на Финалната четворка
- Efes
- Acıbadem